# Сен-Пьер-сюр-Див
Сен-Пьер-сюр-Див (фр. Saint-Pierre-sur-Dives) — делегированная коммуна во Франции, находится в регионе Нормандия, департамент Кальвадос, округ Лизьё, кантон Ливаро. Расположена в 33 км к юго-востоку от Кана и в 25 км к юго-западу от Лизьё, на берегу реки Див. С 1 января 2017 года вошла в состав новой коммуны Сен-Пьер-ан-Ож.
Население (2014) — 3 539 человек. 

## Достопримечательности
- Бенедиктинское аббатство Сен-Пьер-сюр-Див
- Галлы XI века, реконструированные после Второй мировой войны
- Шато де Карель XVI—XVIII веков
- Особняки XVI—XVIII веков

## Экономика
Структура занятости населения:
- сельское хозяйство — 1,3 %
- промышленность — 25,4 %
- строительство — 7,3 %
- торговля, транспорт и сфера услуг — 30,7 %
- государственные и муниципальные службы — 35,3 %.

Уровень безработицы (2013 год) — 20,7 % (Франция в целом — 13,6 %, департамент Кальвадос — 12,6 %). 

Среднегодовой доход на 1 человека, евро (2013 год) — 16 817 (Франция в целом — 19 786, департамент Кальвадос — 19 850).

## Демография
Динамика численности населения, чел.

## Администрация
Пост мэра-делегата Сен-Пьер-сюр-Див с 2017 года занимает Жаки Мари (Jacky Marie). На муниципальных выборах 2014 года возглавляемый им правый список победил в 1-м туре, получив 75,37 % голосов. В январе 2017 года он был избран мэром новой коммуны Сен-Пьер-ан-Ож.

## Города-побратимы
- Жодуань, Бельгия
- Айвибридж, Великобритания
- Клайнвалльштадт, Германия

## Галерея

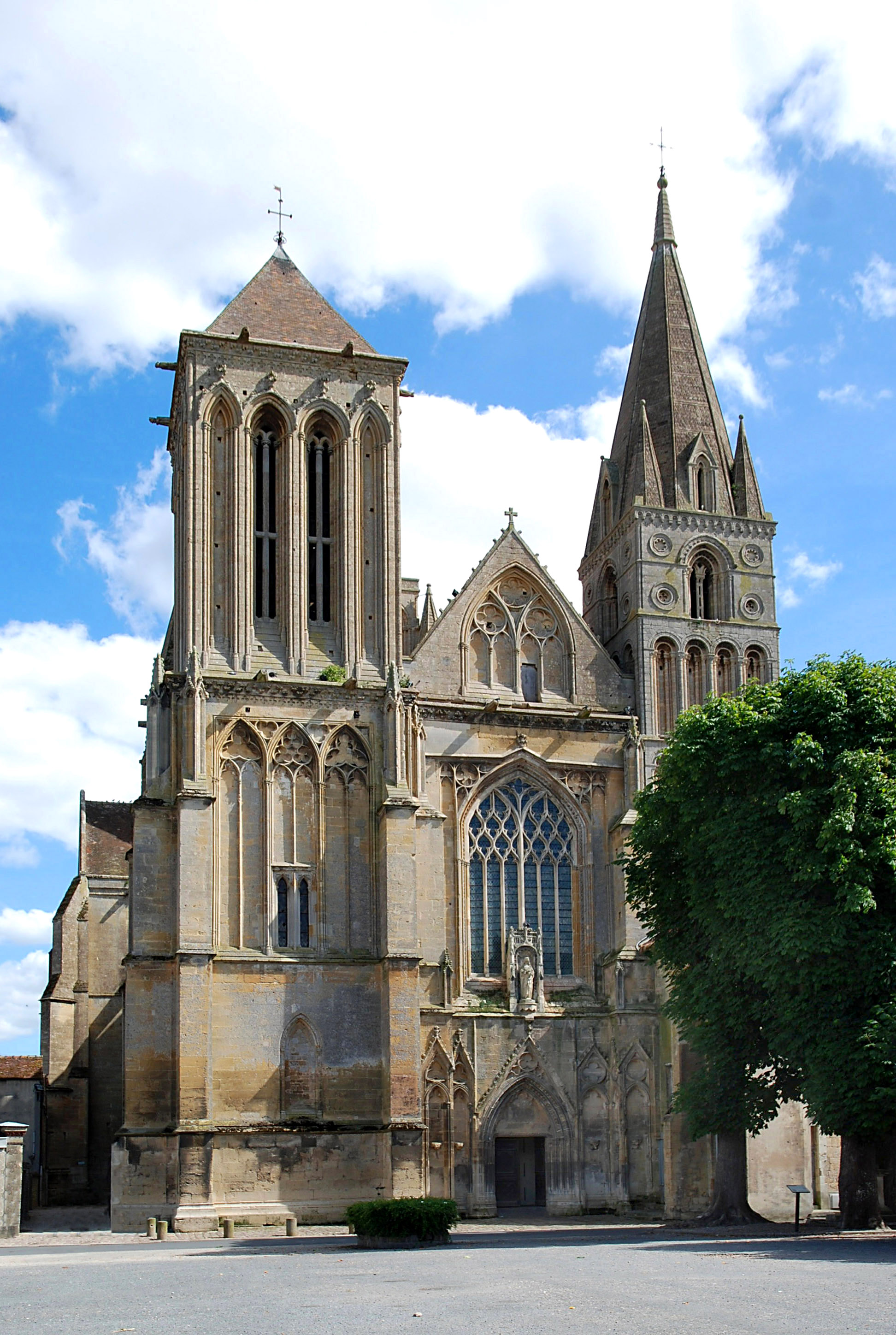
Церковь аббатства Сен-Пьер
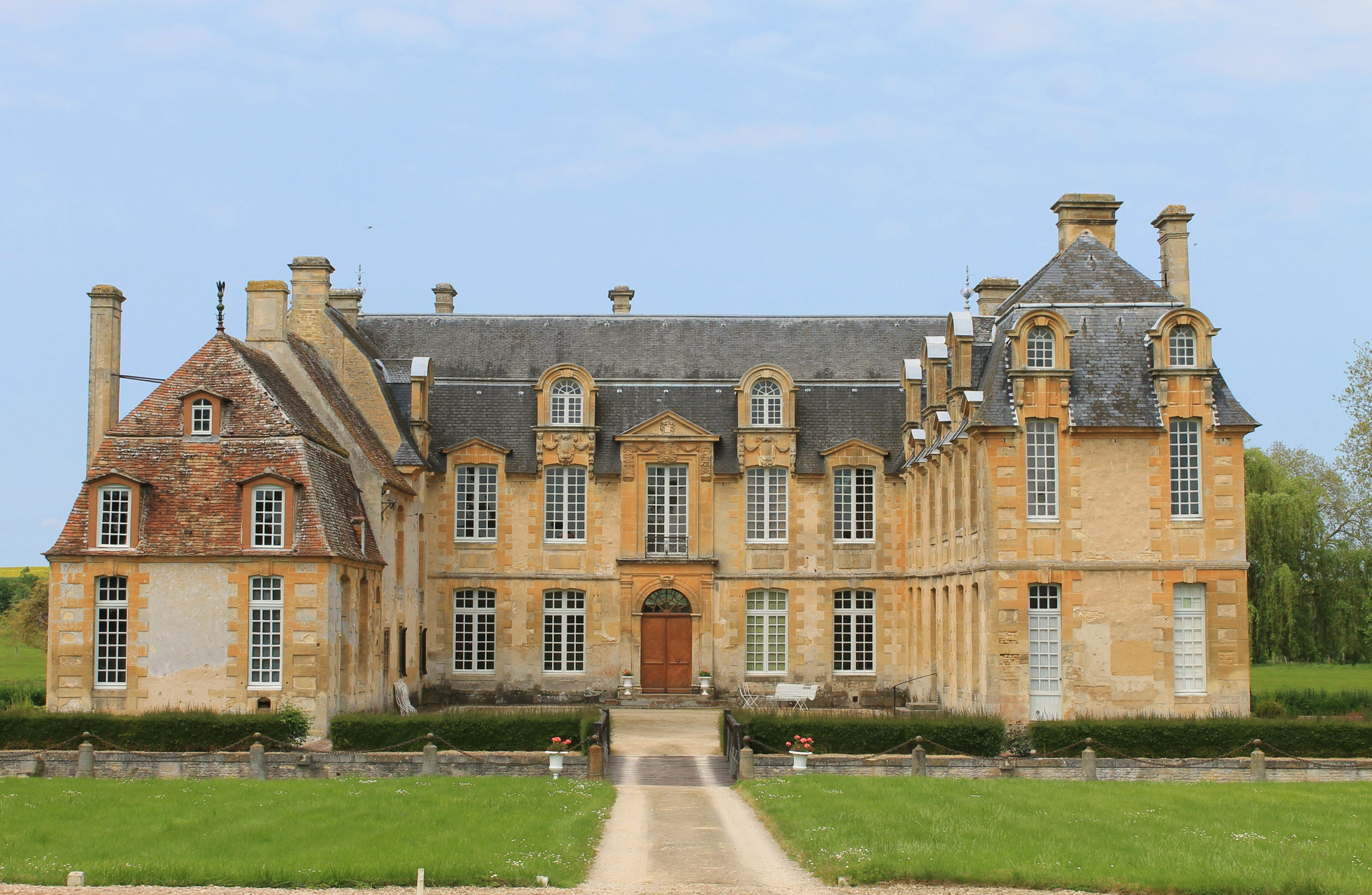
Шато де Карель
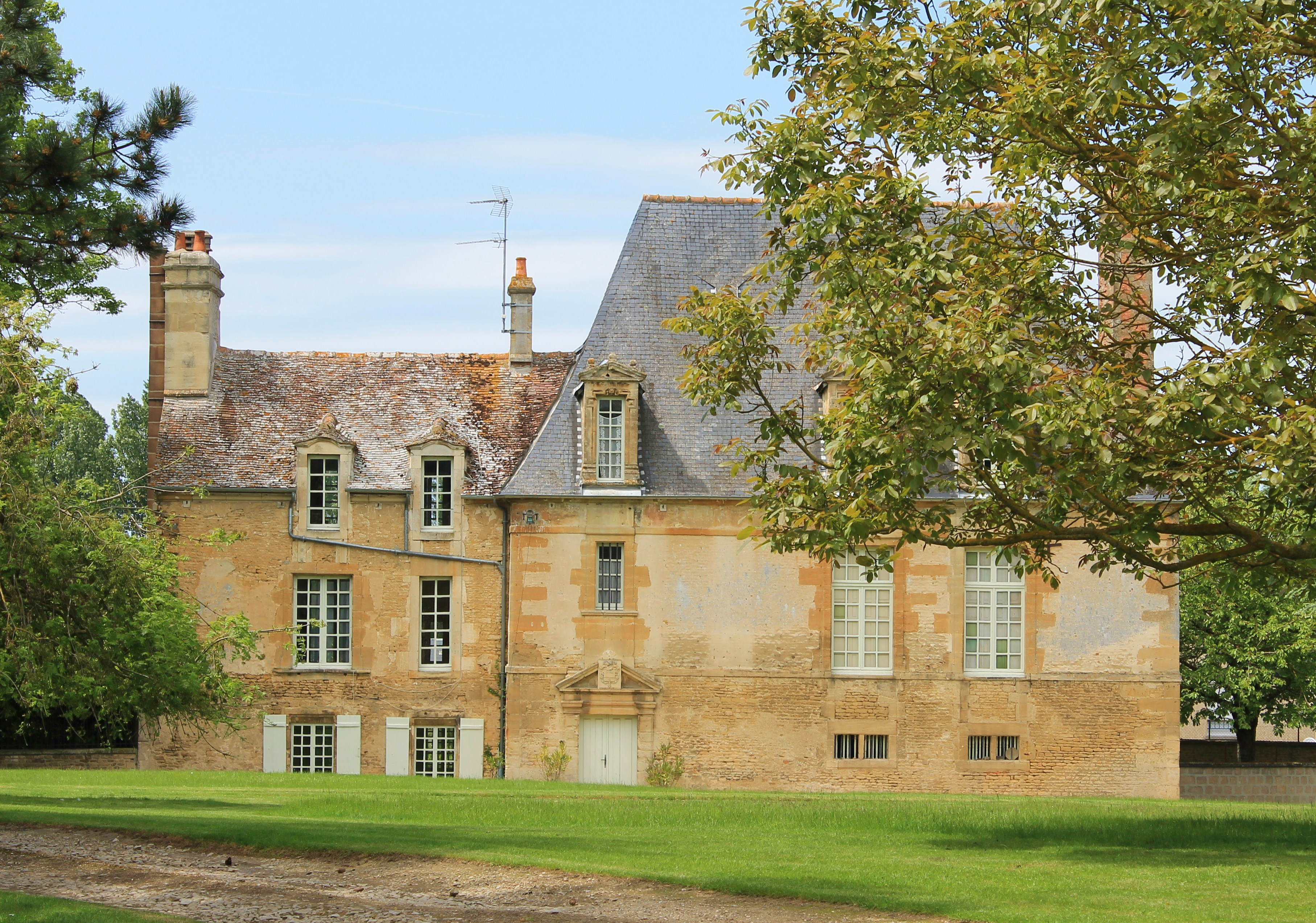
Особняк Тома Дюно XVI века